# جوناثان بريس
جوناثان بريس هو محامي وقاضي وسياسي أمريكي، ولد في 12 نوفمبر 1754 في هاروينتون في الولايات المتحدة، وتوفي في 26 أغسطس 1837 في هارتفورد في الولايات المتحدة. نشط حزبياً في الحزب الفيدرالي الأمريكي. وقد انتخب عضو مجلس النواب الأمريكي ‏.